# Genius malignus
Der Genius malignus (lat. „böser Geist“) ist in der Philosophie René Descartes’ eine gedankliche Figur, die zur Entstehung des neuzeitlichen Skeptizismus führte.
In der ersten der Meditationes de prima philosophia (1641) entwickelte Descartes die Annahme, ein Genius malignus bringe ihn dazu, zu glauben, er besitze wohl Sinnesorgane, mit denen er die res extensa der Außenwelt wahrnehmen könne. Schließt man aufgrund dessen die Möglichkeit nicht aus, dass Erkenntnisse keine Abbildungen von Wirklichkeit, sondern Täuschungen sind, so entsteht daraus ein Skeptizismus über das Wissen von der Außenwelt.
Als Wiederentdeckung des Genius malignus entstand in der Philosophie des 20. Jahrhunderts das Gehirn-im-Tank-Argument (engl. „brain in a vat“), zunächst von David Malet Armstrong und 
John Jamieson Carswell Smart ohne skeptische Absicht formuliert, nach dem das Bewusstsein, die res cogitans, auch aus einem Gehirn bestehen könne, das sich die Wirklichkeit selbst vorspiegele. Das Gehirn-im-Tank-Argument wurde schließlich von Gilbert Harman zur These des generellen Skeptizismus geführt, nach der es nicht möglich ist zu entscheiden, ob Wissen (in seiner allgemeinen Form) überhaupt möglich sei.
Keith Lehrer wandelte das Denkmodell ab, indem er den Genius malignus durch „Googols“, böse Außerirdische, ersetzte.
Eine ausführliche Auseinandersetzung mit dem Gehirn-im-Tank-Problem liefert Hilary Putnam. Dabei entwickelt er starke semantische Argumente gegen die meisten klassischen Varianten der Gehirn-im-Tank-Hypothese. Putnam zufolge kann man also wissen, dass man kein Gehirn in einem Tank ist.